# Sứ hỏa tiễn
Sứ hỏa tiễn, sứ diệp hỏa tiễn (danh pháp hai phần: Plumeria pudica) là một loài thực vật có hoa thuộc chi Đại (Plumeria), họ La bố ma (Apocynaceae). Đây là loài đặc hữu của Colombia, Panama, Venezuela.

## Hình ảnh

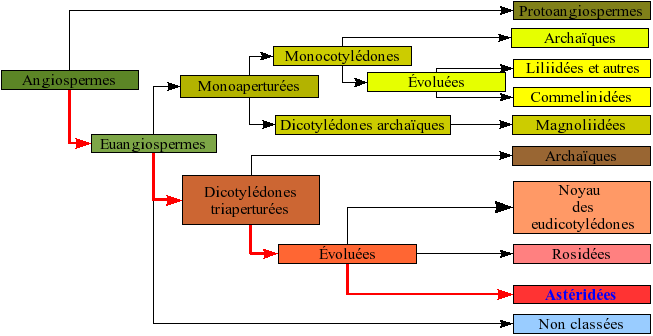
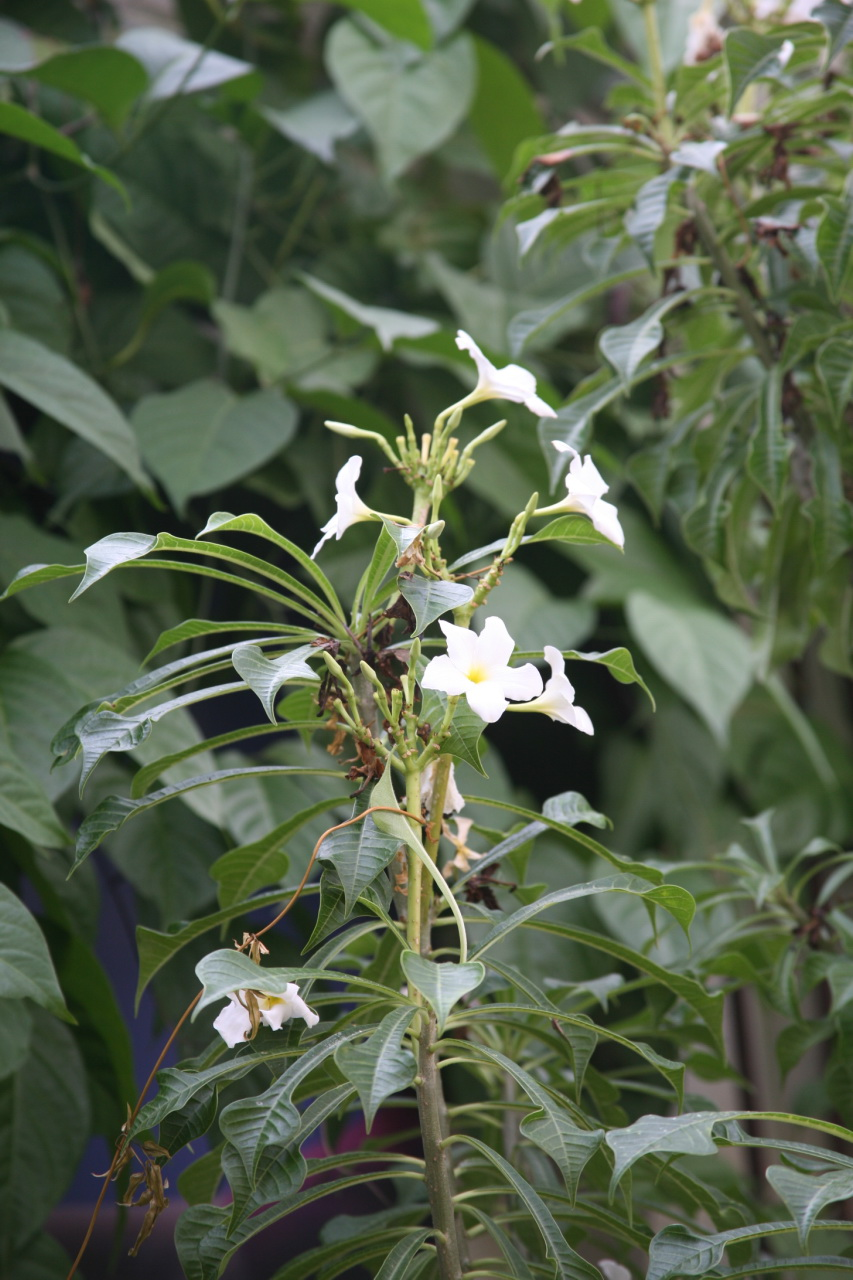
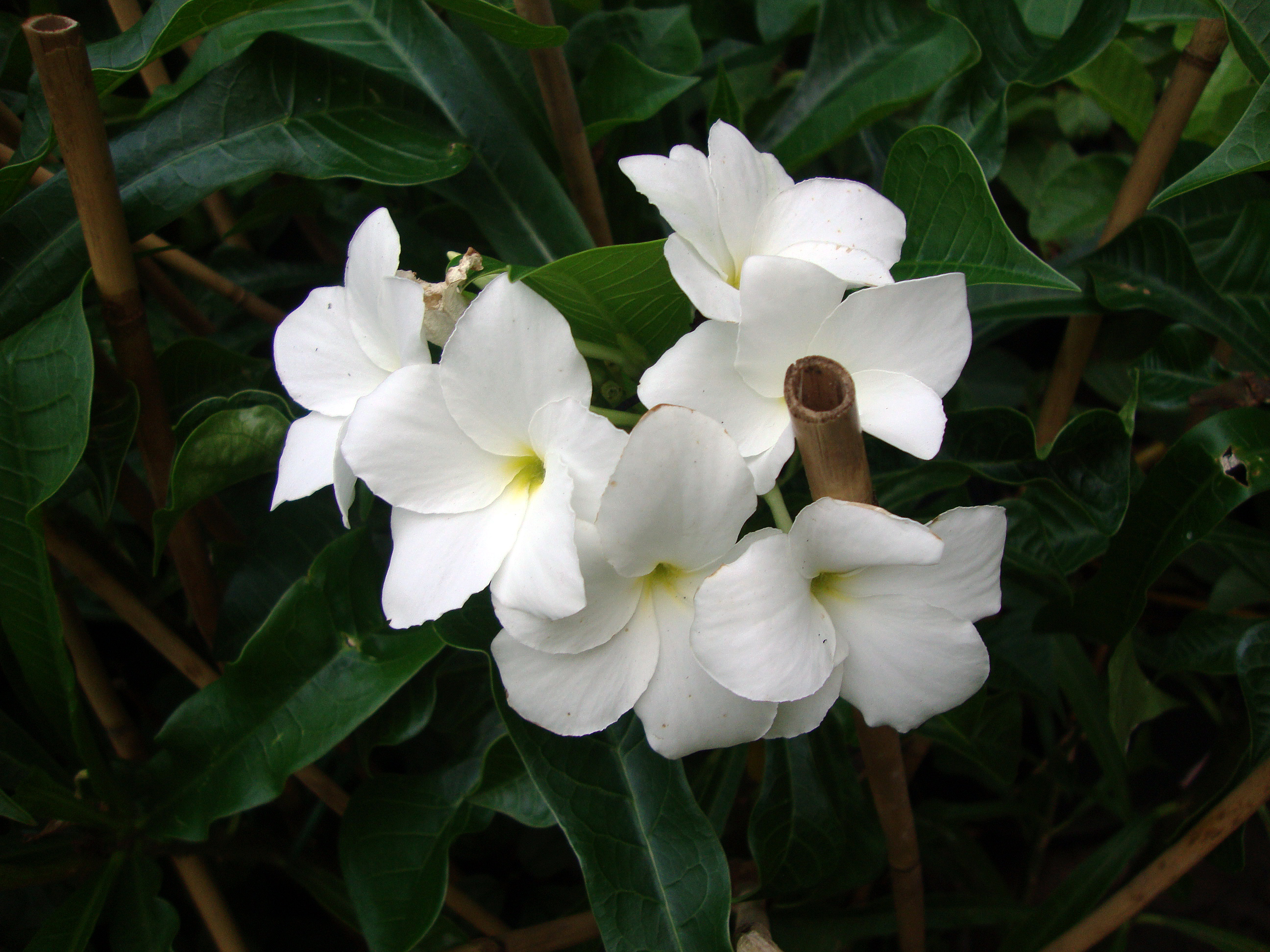
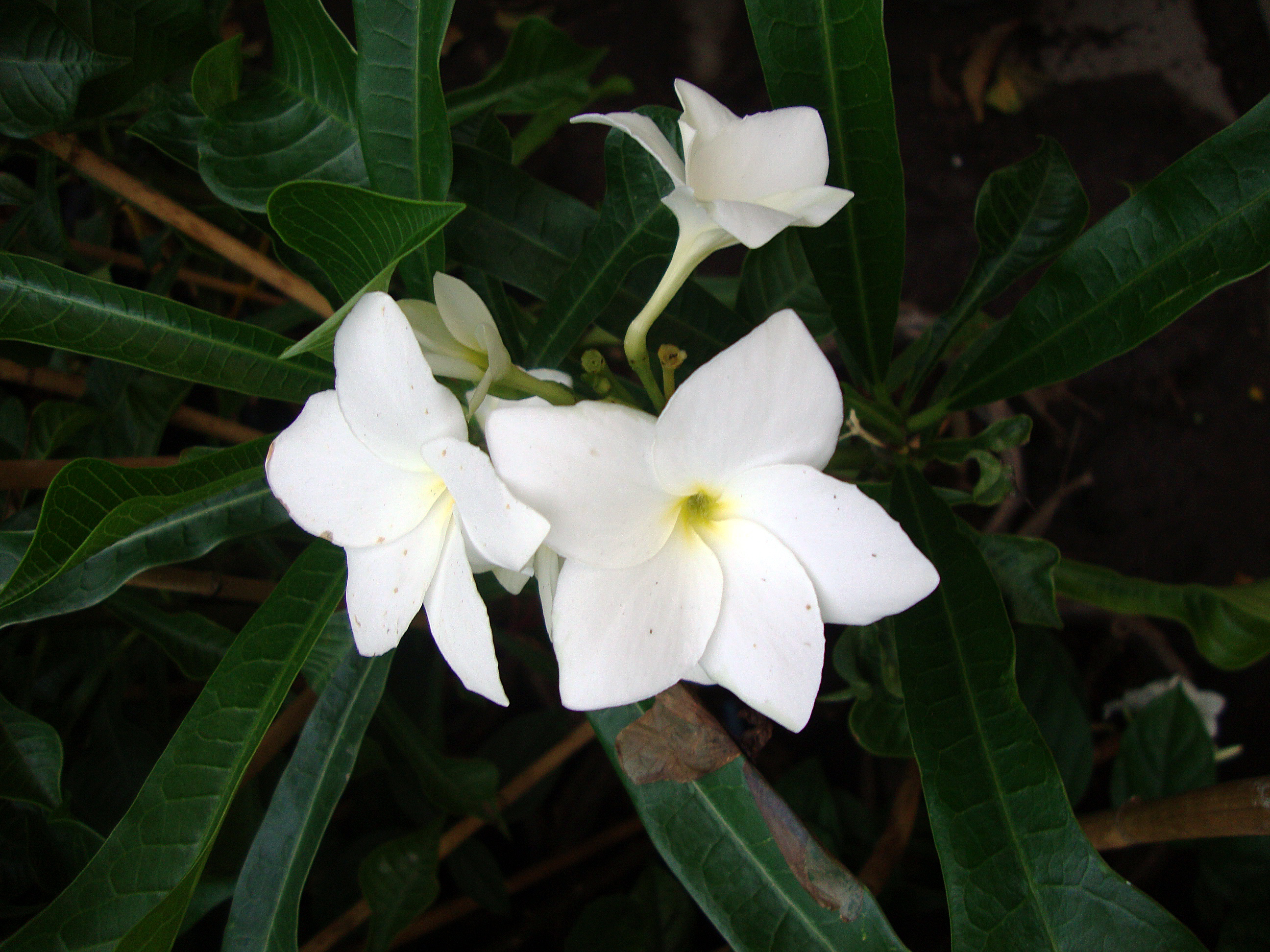
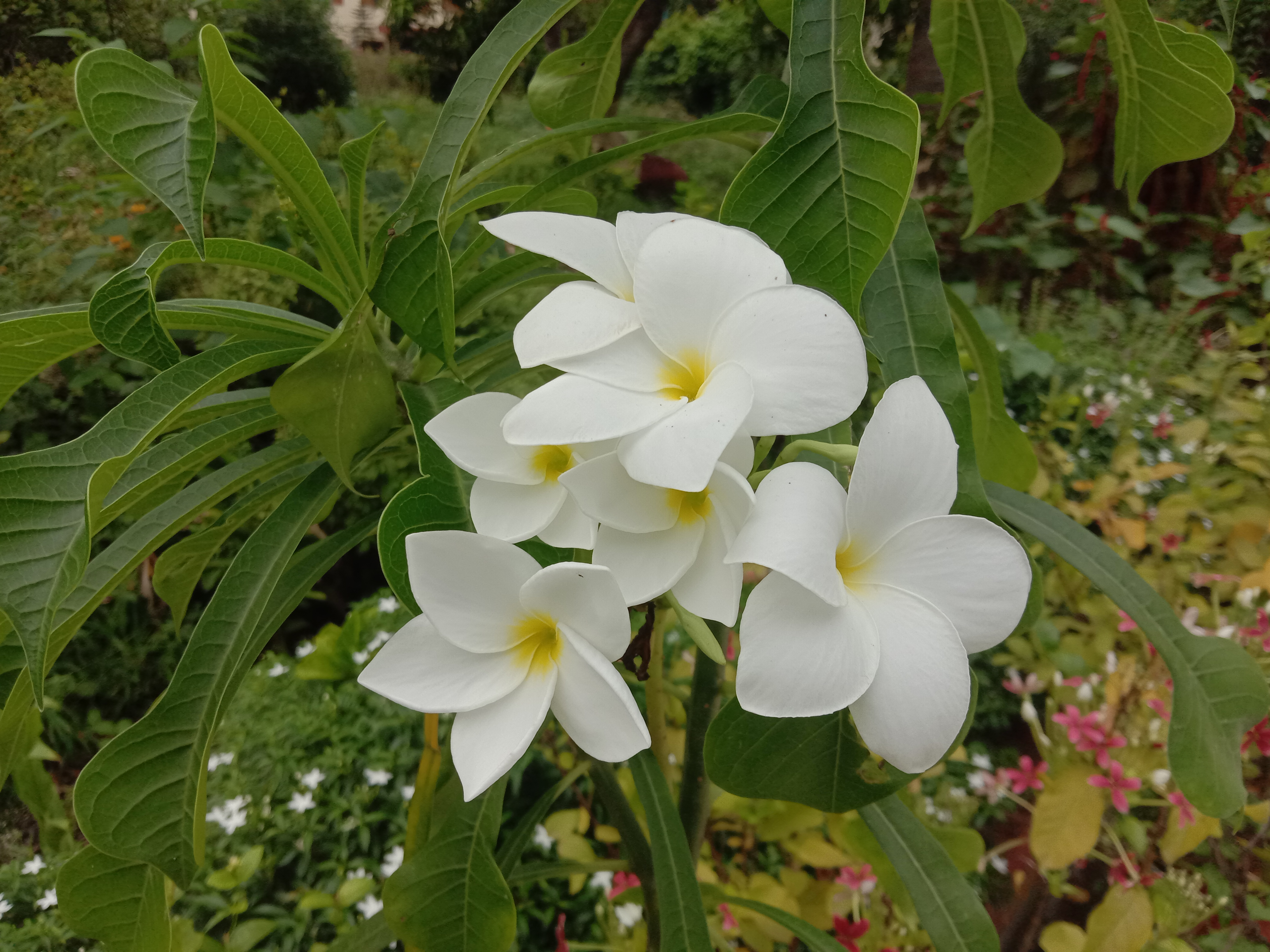

## Mô tả
Cây trưởng thành có thể cao đến 3–4 m. Lá dài, phiến lá hẹp, có hình thìa. Các cánh hoa rộng 4–6 cm màu trắng, tâm màu vàng, không có mùi thơm.